# Colle Piano
Il Colle Piano, chiamato anche Colle Mezzo, (841,4m s.l.m.)  è una montagna dei Monti Lepini nell'Antiappennino laziale, che si trova nella Città metropolitana di Roma Capitale, nel territorio del comune di Montelanico.